# Wsiewołożskaja
Wsiewołożskaja (ros. Всеволожская) – przystanek kolejowy w miejscowości Wsiewołożsk, w rejonie wsiewołożskim, w obwodzie leningradzkim, w Rosji. Położony jest na linii z petersburskiego Dworca Fińskiego do Dubrowki i Ładożskojego Oziera.

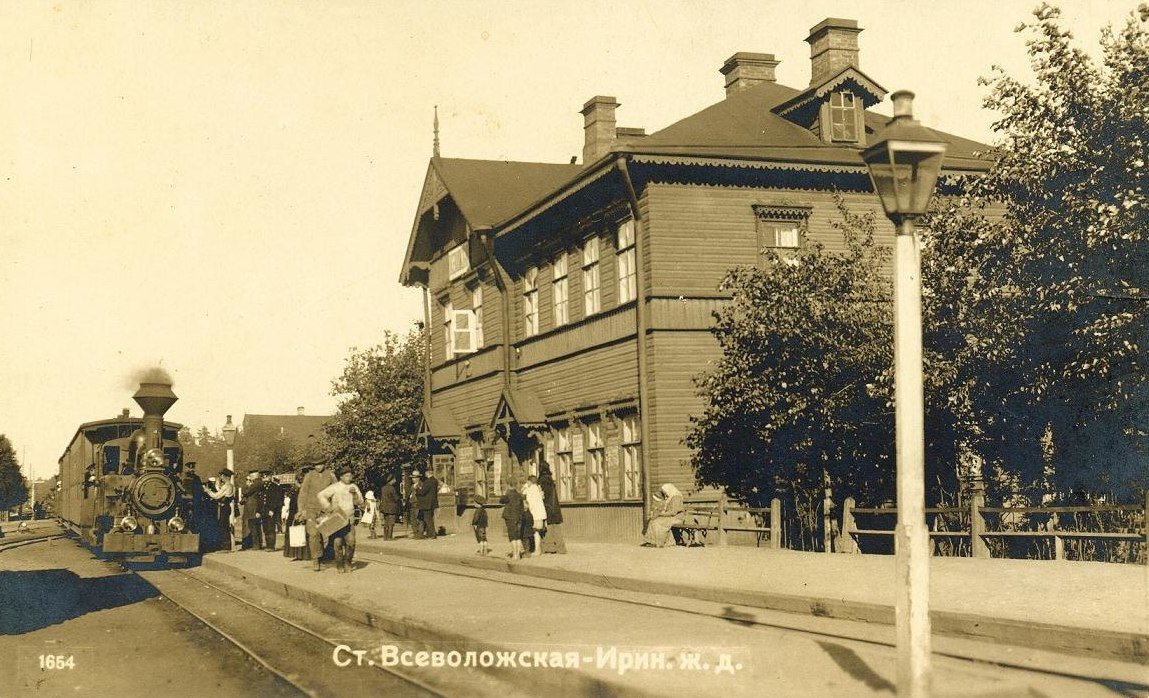
Wsiewołożskaja w czasach carskich